# Isopedhispa ferruginea
Isopedhispa ferruginea is een keversoort uit de familie bladkevers (Chrysomelidae). De wetenschappelijke naam van de soort werd in 1936 gepubliceerd door Spaeth.